# Insula Comino
Comino este numele celei de-a treia insule (ca suprafață) din arhipelagul maltez. Este situată între insulele Malta și Gozo, acestea două fiind insulele dens locuite din arhipelag. Are aproximativ 2 km².
Pe insulă trăiesc numai 3 locuitori permanenți (un cuplu de hotelieri, soț și soție, și un polițist, detașat și înlocuit periodic).